# Evangelický hřbitov v Chrudimi
Evangelický hřbitov v Chrudimi se nachází v jihozápadní části města v ulici Škroupova, při západní zdi městského hřbitova u kostela Povýšení svatého Kříže. Má rozlohu přibližně 2800 m².

## Historie
Hřbitov byl založen roku 1897 a slavnostně otevřen 7. listopadu. Založil jej chrudimský evangelický sbor, který vznikl roku 1895 jako odnož reformovaného sboru ve Dvakačovicích.

### Evangelický kostel
Evangelický kostel byl v Chrudimi postaven roku 1890 nákladem Josefa Vyskočila. 23 metrů dlouhý kostel na Pardubické ulici projektoval místní stavitel Jan Tomášek. Kostel má vlastní varhany, které postavil roku 1891 varhanář Josef Kobrle z Lomnice nad Popelkou. Ty byly několikrát přestavovány, poslední rekonstrukce je z roku 2007. Pod vedením varhaníka a organologa profesora Pardubické konzervatoře Václava Uhlíře opravu provedl varhanář Jan Karel ze Sázavy.